# Voyria obconica
Voyria obconica là một loài thực vật có hoa trong họ Long đởm. Loài này được Progel miêu tả khoa học đầu tiên năm 1865.